# 的盧
的盧，本字是的顱，古代一種白額馬，亦稱為馰、𩥄（音同“巔”）、馰顱或馰顙，又稱戴星馬及的顙。三國時代劉備所乘的名馬的盧又名榆雁，相傳是匹凶馬。余嘉錫《世說新語箋疏》引伯樂《相馬經》提到：「馬白額入口至齒者，名曰榆雁，一名的盧。奴乘客死，主乘棄市，凶馬也。」

## 詞義
“的顱”意思是白頭。《博雅》云“的：白也。”《廣韻》云“顱：頭顱。”
額頭上有白斑的駿馬就是“的顱”。

## 相關記載
傅玄《乘舆马赋序》中描述「往日刘备初降也，太祖（曹操）赐之骢马，使自至厩选之。明马以百数，莫可意者。次至下厩，有的颅马，委弃莫视，瘦瘁骨立，刘备抚而取之，众莫不笑之。其后刘备奔于荆州，逸足电发，追不可逮，众乃服焉。」
郭頒《世語》中記載：「（劉）備屯樊城，劉表禮焉，憚其為人，不甚信用。曾請備宴會，蒯越、蔡瑁欲因會取備，備覺之，偽如廁，潛遁出。所乘馬名的盧，騎的盧走，墮襄陽城西檀溪水中，溺不得出。備急曰：『的盧，今日厄矣，可努力！』的盧乃一踊三丈，遂得過，乘浮渡河。」 
劉義慶《世說新語》〈德行〉中提到「庾公（庾亮）乘馬有的盧」的記載，當時有人（根據《晉書》記載是殷浩）認為的盧不祥於主，便勸庾亮賣掉的盧。庾亮卻認為：「賣之必有買者，即當害其主。寧可不安己而移於他人哉？」表示了他並不願意為了自己的安全而轉害他人。
南朝梁詩人吳均作品〈行路難五首〉中有「青驪白駮的盧馬」之句。
酈道元《水經注》中提到「檀溪水出襄陽縣西柳子山下，溪去城里餘，北流注于沔，即劉備乘的盧墮處也。」「昔劉備為景升所謀，乘的顱馬西走，墜于斯溪（檀溪）。」
唐代詩人胡曾作品〈檀溪〉中有「的盧何處埋龍骨，流水依前遶大堤」之句。
南宋詞人辛棄疾的作品〈破陣子‧為陳同甫賦壯語以寄之〉中有「馬作的盧飛快，弓如霹靂弦驚」之句。

## 《三國演義》之的盧

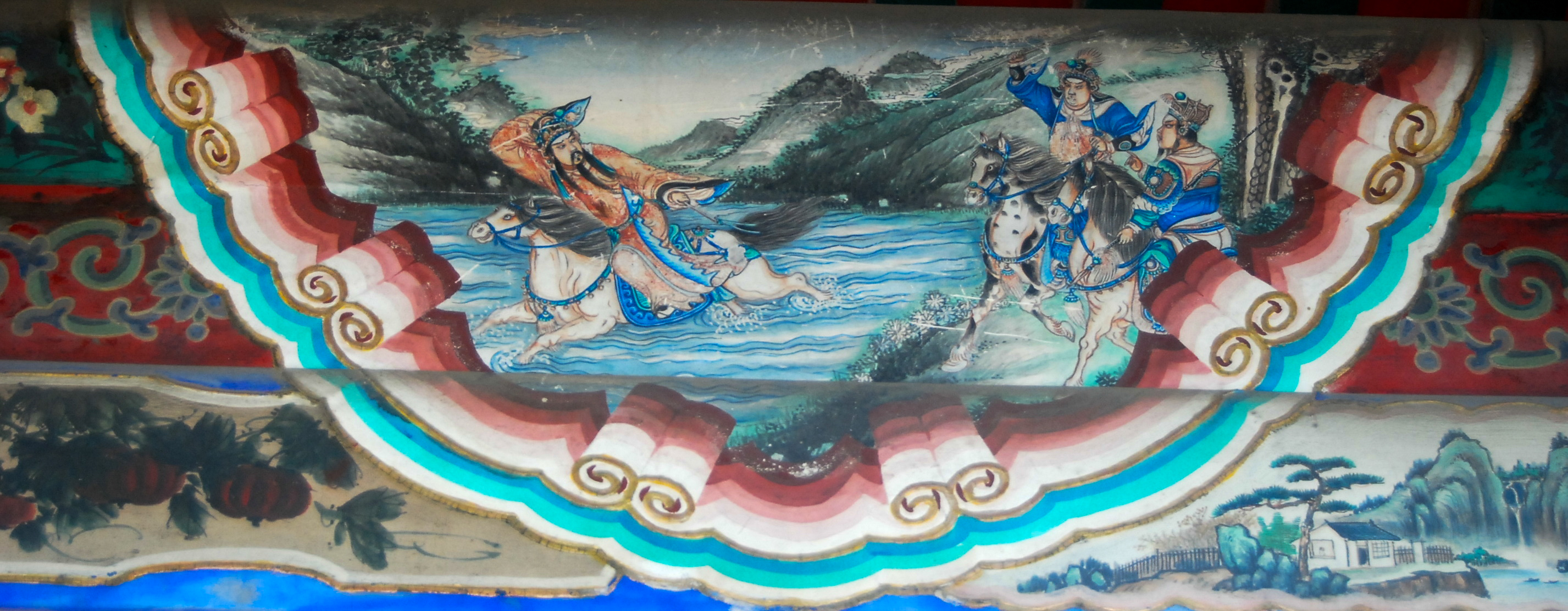
颐和园长廊彩绘：刘备马跃檀溪

《三國演義》中，的盧登場於第三十四回「蔡夫人隔屏聽密語　劉皇叔躍馬過檀溪」。當時劉備正依附荊州刺史劉表，奉命征討張武、陳孫，劉備於陣上見張武所乘之的盧「極其雄駿」，激賞不已，部將趙雲於是殺張武奪馬。此馬為劉備所得。
不久劉備見劉表亦欣賞其馬，便欲以的盧贈與劉表，然而劉表幕僚蒯越引其兄蒯良相馬之言，稱的盧「眼下有淚槽，額邊生白點，名為的盧，騎則妨主」，勸劉表勿乘此馬。劉表便將的盧還給劉備。
後來蔡瑁欲於宴會上暗中謀害劉備，為劉備所察覺。劉備避席出逃，騎著的盧趕到檀溪附近，卻因溪水湍急的阻隔而不能渡過彼岸。此時追兵來到，劉備情急之下縱馬入溪，的盧的前蹄卻陷入溪裡，劉備怨恨地說了幾句「的盧！的盧！今日妨吾！」後，的盧突然大發神威，從水中躍起三丈之高，飛過西岸，劉備方才得以脫臉。
書中該回稱，後來蘇學士有古風一篇，記述劉備躍馬檀溪之事：
　　　　老去花殘春日暮，宦遊偶至檀溪路；停驂遙望獨徘徊，眼前零落飄紅絮．

　　　　暗想咸陽火德衰，龍爭虎鬥交相持；襄陽會上王孫飲，坐中玄德身將危；

　　　　逃生獨出西門道，背後追兵復將到；一川煙水漲檀溪，急叱征騎往前跳；

　　　　馬蹄踏碎青玻璃，天風響處金鞭揮；耳畔但聞千騎走，波中忽見雙龍飛；

　　　　西川獨霸真英主，坐下龍駒兩相遇．檀溪溪水自東流，龍駒英主今何處！

　　　　臨流三歎心欲酸，斜陽寂寂照空山；三分鼎足渾如夢，蹤跡空留在世間。